# Batalha de Kentish Knock

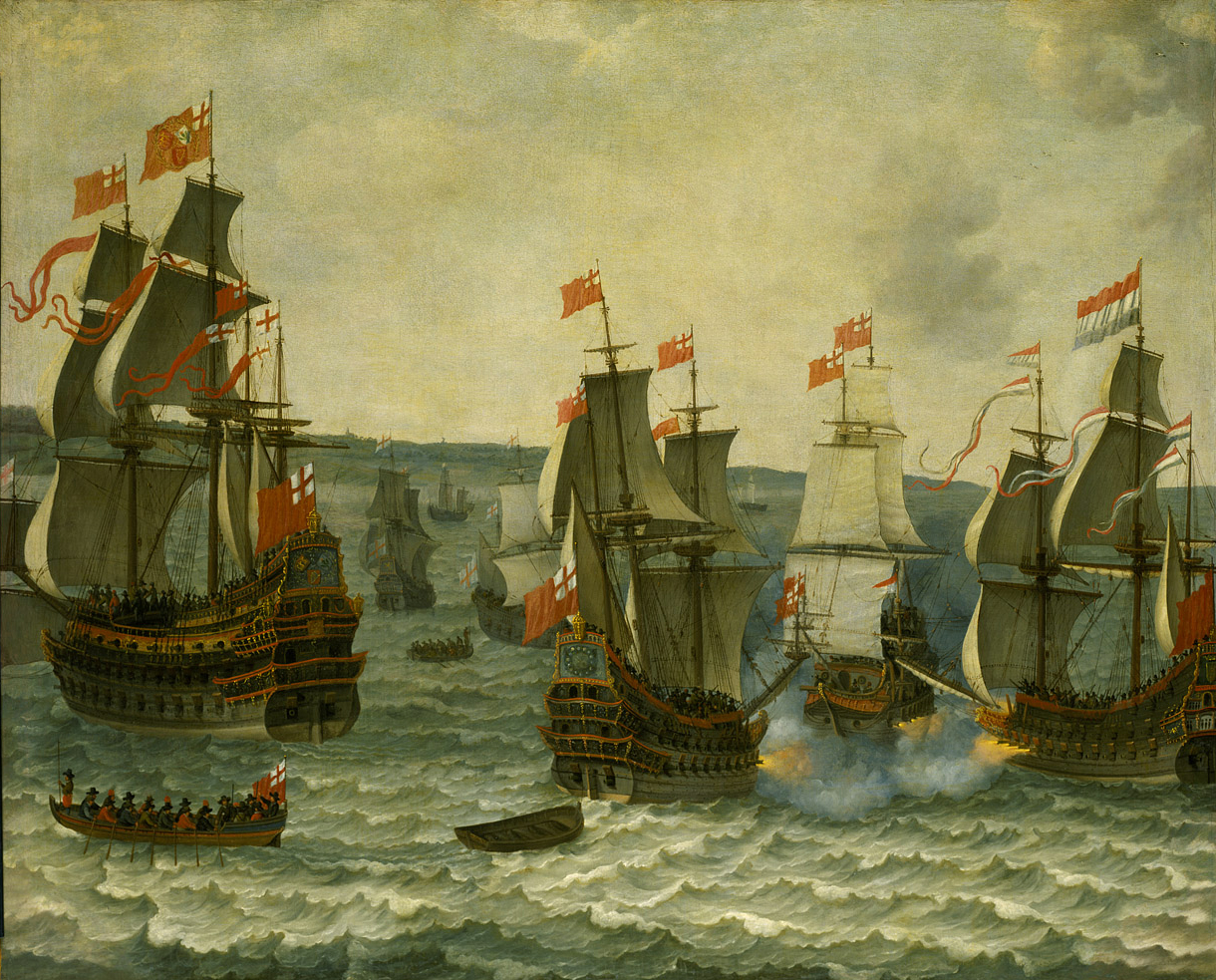
Batalha de Kentish Knock

A Batalha de Kentish Knock, ou Batalha de aproximação da Zelândia foi uma batalha naval entre as frotas da República Holandesa e a Commonwealth da Inglaterra. Ocorreu em 8 de Outubro de 1652 durante a Primeira Guerra Anglo-Holandesa perto de um banco de areia chamado de Kentish Knock no Mar do Norte, a aproximadamente a 30 km a leste da desembocadura do Rio Tâmisa. A frota Holandesa, internamente dividida por razões políticas, regionais e pessoais, se provou incapaz de atingir um determinado esforço e foi rapidamente forçada a bater em retirada, perdendo dois navios e tendo muitas baixas. Em holandês, a ação é conhecida como Slag bij de Hoofden.